# 池袋 - 軽井沢・佐久・小諸・上田線

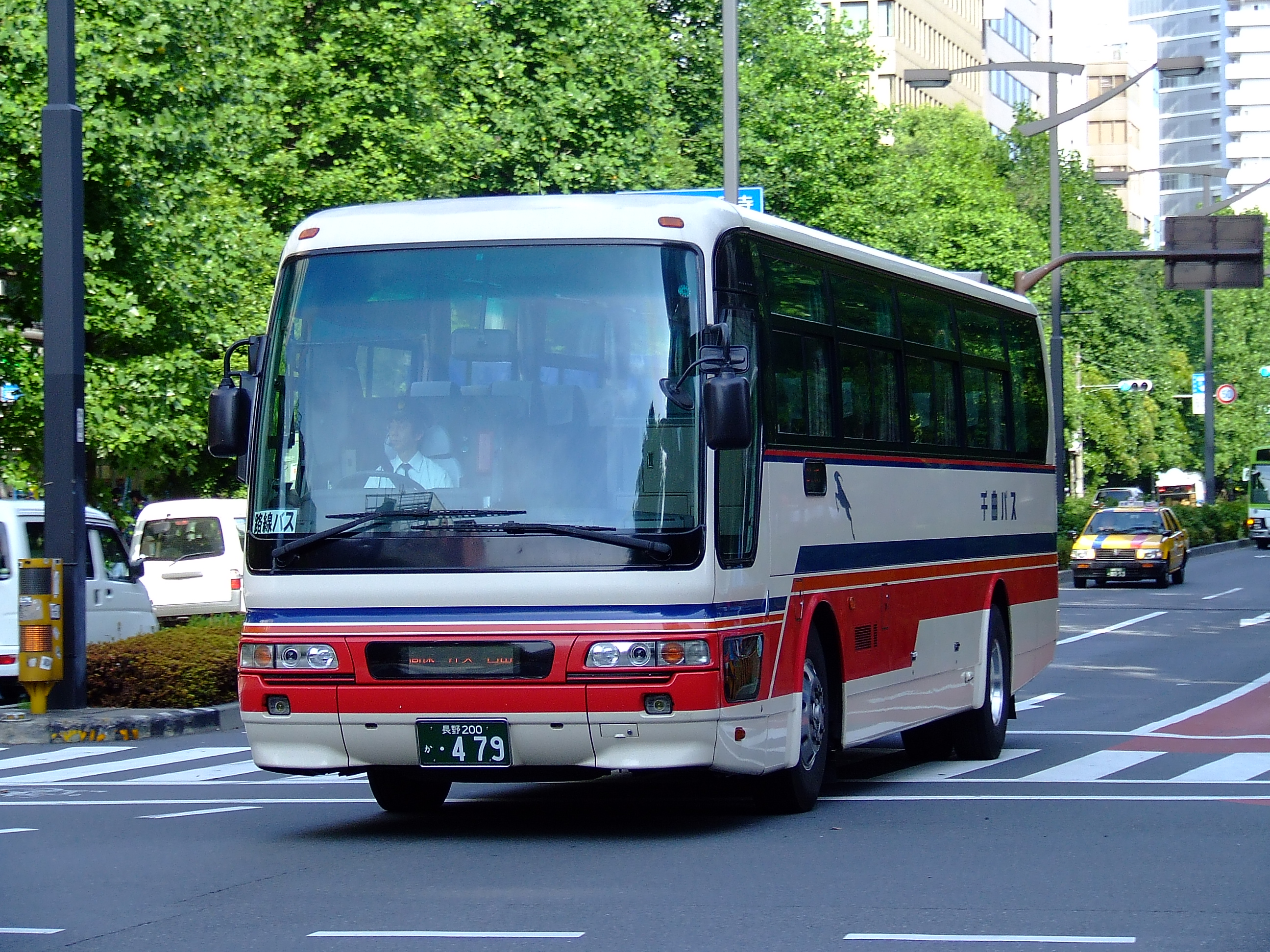
千曲バスの車両

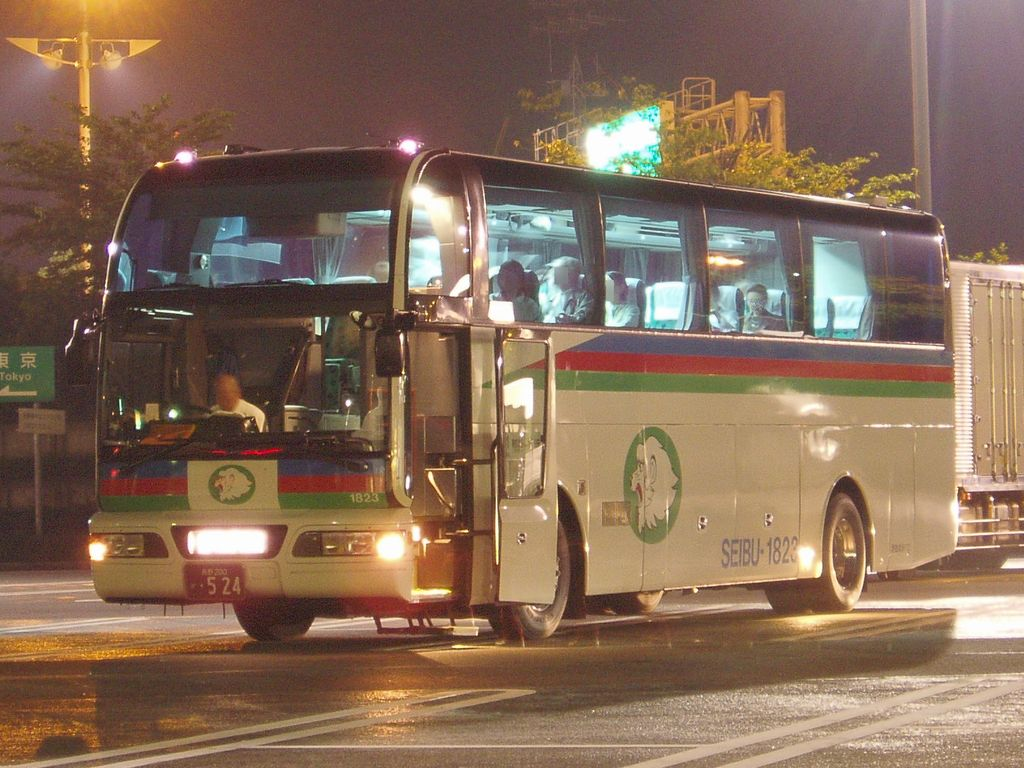
西武高原バス時代の車両

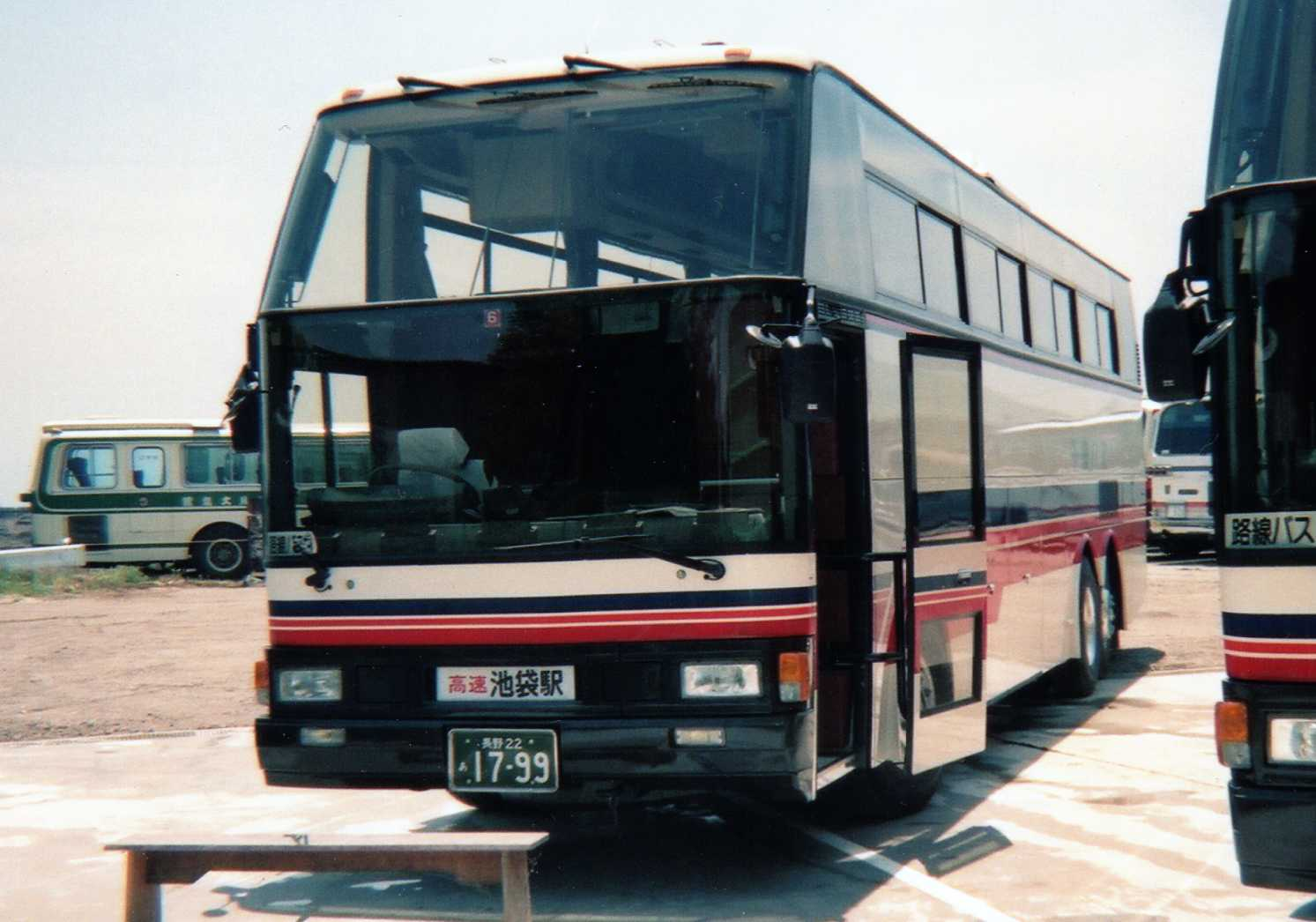
運行開始当初の車両（千曲バス）

池袋 - 軽井沢・佐久・小諸・上田線（いけぶくろ - かるいざわ・さく・こもろ・うえだせん）とは、千曲バスおよび西武バス、西武観光バスが運行する東京都豊島区・渋谷区・千代田区・練馬区と長野県北佐久郡軽井沢町・佐久市・小諸市・東御市・上田市を結ぶ高速バス路線である。
1991年（平成3年）7月8日運行開始。千曲バスは当路線により高速バス事業へ参入した。
かつては佐久臼田線、上田線、軽井沢線の3系統が存在し、これらの系統を総称して千曲三線と称していた。2010年4月24日改正により小諸線が新設され、4系統での運行となった。

## 概要
- 全便全席が座席指定制のため、乗車には事前予約が必要である。
- 路線によっては途中、群馬県の富岡市、下仁田町を経由する。
- 夜間の一部便はバスタ新宿を起終点とする[2]。
- 池袋・川越的場 - 富岡・下仁田・松井田相互間の往復割引または回数券は、いずれの系統も共通で組み合わせ可能である。
- JRバス関東の新宿 - 佐久・小諸線と、佐久インター南、小諸厚生病院、小諸駅前の各バス停で競合する。

## 運行会社
- 千曲バス
- 西武バス（池袋 - 軽井沢1往復のみ）
- 西武観光バス（軽井沢営業所、旧：西武高原バスと軽井沢1、3、5、8、10、12便は大宮営業所が担当。）

## 沿革
- 1991年（平成3年）7月8日 - 池袋 - 小諸線を運行開始[1]。
- 1993年（平成5年）
  - 3月27日 - 上信越自動車道佐久インターまで開通。同道経由に変更。
  - 7月2日 - 上田線・佐久線運行開始。
- 2005年（平成17年）8月1日 - 川越的場バスストップ停車開始。
- 2006年（平成18年）4月21日 - 軽井沢線の不定期便を毎日運行に変更。
- 2007年（平成19年）7月1日 - サンシャインシティ乗り入れ廃止、上田線を別所温泉まで延伸。
- 2010年（平成22年）4月24日 - 小諸系統を新設（小諸厚生病院バス停新設）、佐久インターバス停を佐久インター南に変更。あわせて運賃制度を見直し。
- 2011年（平成23年）5月16日 - 佐久線1往復と小諸線1往復が新宿に乗り入れ。小諸線の停留所に「東御市役所」と「和田森前」を追加。軽井沢線・小諸線・上田線は全便が「富岡」停車、佐久線が全便「下仁田」に停車となる。また、運賃制度を一部見直し。
- 2013年（平成25年）
  - 8月1日 - 軽井沢線に「軽井沢ショッピングプラザ前」停留所を新設。
  - 9月16日 - 佐久臼田線の「千曲パークホテル」停留所を廃止。
- 2014年（平成26年）3月3日 - 佐久臼田線に「佐久医療センター」停留所を新設。
- 2015年（平成27年）
  - 10月13日  - 軽井沢線に西武観光バスが参入、同社便のみ池袋側はサンシャインシティプリンスホテル発着となる。
  - 12月18日 - 松井田バス停を廃止。
  - 12月19日 - 軽井沢線の2往復について「軽井沢ホワイトスノーシャトル」として、軽井沢駅〜軽井沢プリンスホテルスキー場間を延伸（2016年3月21日まで、以降毎年冬期に実施）。
- 2016年（平成28年）7月27日 - 軽井沢線の1往復を東京ガーデンテラス紀尾井町およびザ・プリンスギャラリー 東京紀尾井町へ延長運転[3]。
- 2017年（平成29年）
  - 4月1日 - 西武高原バスが西武観光バスに吸収合併されたため、同社運行便を西武観光バスの運行に変更。池袋 - 軽井沢間の1往復で西武バスの運行が復活。
  - 6月1日 - 同日発便より、上田線・佐久線の下仁田停留所が道の駅しもにた内に移動。これにより、上下線共に下仁田以降のダイヤが変更となる[4][5]
  - 11月30日 - この日をもって小諸線・立川小諸線「小諸厚生病院」停留所が廃止[6]。
- 2019年（令和元年）6月21日 - 運賃改定。2回回数券・4回回数券の発売を終了、新たに事前購入割引運賃を設定[7]。
- 2024年（令和6年）4月1日 - 池袋新宿線（佐久便）の佐久平駅 - 佐久総合病院（臼田）間および小諸線廃止。

## 運行回数
- 軽井沢線：1日7往復（うち1往復が西武軽井沢営業所まで、2往復が御代田駅前まで運転、うち1往復が紀尾井町発着）
- 佐久・臼田線：1日4往復
- 小諸線・上田線：1日9往復（うち3往復が小諸線（小諸駅・東御市役所経由）、2往復が別所温泉まで運転）
  - バスタ新宿発着は佐久・臼田線1往復、上田線1往復、小諸線上り1本、軽井沢線上り1本）

## 運行系統および停車停留所
全便関越自動車道・上信越自動車道を経由する。
▼…下りは乗車のみ、上りは降車のみの扱い
▲…上りは乗車のみ、下りは降車のみの扱い
▽…一部便のみの停車。下りは乗車のみ、上りは降車のみの扱い
△…一部便のみの停車。上りは乗車のみ、下りは降車のみの扱い
＃…休憩停車
∥…通過、もしくは他線経由
| 停車停留所 休憩箇所                 | 停留所所在地 | 停留所所在地 | 軽井沢線 | 佐久臼田線 | 小諸線 | 上田線 | 備考                                                                                       |
| ----------------------------------- | ------------ | ------------ | -------- | ---------- | ------ | ------ | ------------------------------------------------------------------------------------------ |
| 東京ガーデンテラス紀尾井町          | 東京都       | 千代田区     | ▽        |            |        |        | 下りは午前中の1便のみ発車。上りは午後の1便のみ停車。                                       |
| ザ・プリンスギャラリー 東京紀尾井町 | 東京都       | 千代田区     | ▽        |            |        |        | 下りは午前中の1便のみ発車。上りは午後の1便のみ停車。                                       |
| サンシャインシティプリンスホテル前  | 東京都       | 豊島区       | ▽        |            |        |        | 下りは午前中の2便のみ発車。上りは午後の2便のみ停車。                                       |
| バスタ新宿                          | 東京都       | 渋谷区       | ▽        | ▽          | ▽      | ▽      | 下りは佐久臼田線と上田線の最終便のみ発車。上りは各線最終便のみ停車。                       |
| 池袋駅東口                          | 東京都       | 豊島区       | ▼        | ▼          | ▼      | ▼      | 下りは旧キンカ堂前・西武高速バス乗り場発 上りは西武百貨店前着                              |
| 下落合駅                            | 東京都       | 新宿区       | ▼        | ▼          | ▼      | ▼      | 新目白通り沿いに停車（下落合駅北口より徒歩約2分）                                          |
| 練馬駅（練馬区役所前）              | 東京都       | 練馬区       | ▼        | ▼          | ▼      | ▼      | 目白通り沿いに停車 （練馬駅南口から徒歩約5分。練馬駅北口ロータリー・南口駅前には入らない） |
| 川越的場バスストップ（関越道）      | 埼玉県       | 川越市       | ▼        | ▼          | ▼      | ▼      |                                                                                            |
| 上里サービスエリア（関越道）        | 埼玉県       | 上里町       | ＃       | ＃         | ＃     | ＃     | 休憩15分間                                                                                 |
| 富岡（上信越道）                    | 群馬県       | 富岡市       | ▲        | ∥          | ▲      | ▲      | 軽井沢線の日祭日臨時便は通過。                                                             |
| 下仁田                              | 群馬県       | 下仁田町     | ∥        | ▲          | ∥      | △      |                                                                                            |
| 軽井沢72ゴルフ                      | 長野県       | 軽井沢町     | ▲        | ∥          | ∥      | ∥      |                                                                                            |
| 軽井沢ショッピングプラザ前          | 長野県       | 軽井沢町     | ▲        | ∥          | ∥      | ∥      |                                                                                            |
| 軽井沢プリンスホテルウエスト        | 長野県       | 軽井沢町     | ▲        | ∥          | ∥      | ∥      |                                                                                            |
| 軽井沢駅                            | 長野県       | 軽井沢町     | ▲        | ∥          | ∥      | ∥      |                                                                                            |
| 町役場病院前                        | 長野県       | 軽井沢町     | △        | ∥          | ∥      | ∥      |                                                                                            |
| 星野温泉トンボの湯                  | 長野県       | 軽井沢町     | △        | ∥          | ∥      | ∥      | 御代田駅行は停車せず                                                                       |
| 西武軽井沢営業所                    | 長野県       | 軽井沢町     | △        | ∥          | ∥      | ∥      | 御代田駅行は停車せず                                                                       |
| 中軽井沢                            | 長野県       | 軽井沢町     | △        | ∥          | ∥      | ∥      | 軽井沢営業所行は停車せず                                                                   |
| 信濃追分                            | 長野県       | 軽井沢町     | △        | ∥          | ∥      | ∥      | 軽井沢営業所行は停車せず                                                                   |
| 御代田駅前                          | 長野県       | 御代田町     | △        | ∥          | ∥      | ∥      | 軽井沢営業所行は停車せず                                                                   |
| 佐久インター南                      | 長野県       | 佐久市       |          | ▲          | ▲      | ▲      |                                                                                            |
| 佐久平駅                            | 長野県       | 佐久市       |          | ▲          | ▲      | ∥      |                                                                                            |
| 岩村田                              | 長野県       | 佐久市       |          | ▲          | ∥      | ∥      |                                                                                            |
| 佐久医療センター                    | 長野県       | 佐久市       |          | ▲          | ∥      | ∥      |                                                                                            |
| 中込橋場・駅入口                    | 長野県       | 佐久市       |          | ▲          | ∥      | ∥      |                                                                                            |
| 野沢（相生町）                      | 長野県       | 佐久市       |          | ▲          | ∥      | ∥      |                                                                                            |
| 臼田（佐久総合病院）                | 長野県       | 佐久市       |          | ▲          | ∥      | ∥      |                                                                                            |
| 和田森前                            | 長野県       | 小諸市       |          |            | ▲      | ∥      |                                                                                            |
| 小諸厚生病院                        | 長野県       | 小諸市       |          |            | ▲      | ∥      |                                                                                            |
| 小諸駅                              | 長野県       | 小諸市       |          |            | ▲      | ∥      |                                                                                            |
| 東御市役所                          | 長野県       | 東御市       |          |            | △      | ∥      |                                                                                            |
| 小諸高原（上信越道）                | 長野県       | 小諸市       |          |            | ∥      | ▲      |                                                                                            |
| 東部湯の丸（上信越道）              | 長野県       | 東御市       |          |            | ∥      | ▲      |                                                                                            |
| 住吉                                | 長野県       | 上田市       |          |            | ∥      | ▲      |                                                                                            |
| 上田駅                              | 長野県       | 上田市       |          |            | △      | ▲      | お城口1番乗り場に停車                                                                      |
| 上田営業所                          | 長野県       | 上田市       |          |            | △      | ▲      |                                                                                            |
| 別所温泉                            | 長野県       | 上田市       |          |            |        | △      | 一部便のみ運行                                                                             |

## 車両
原則として全便が、トイレ付き4列シート車両で運行される。